# Нестерова, Маргарита Владимировна
Маргари́та Влади́мировна Не́стерова (род. 2 июня 1978, Москва) — российская кёрлингистка, тренер по кёрлингу.
Заслуженный тренер России (кёрлинг). Тренер паралимпийской сборной России по кёрлингу на колясках.
Окончила Университет имени Лесгафта.
Работает тренером отделения кёрлинга на колясках среди лиц с ПОДА Спортивной школы олимпийского резерва «Москвич» (Москва). В числе учеников — призёры Паралимпийских игр, чемпионы и призёры чемпионатов мира и России.

## Команды
| Сезон   | Четвёртый          | Третий              | Второй              | Первый          | Запасной                                  | Турниры                                  |
| ------- | ------------------ | ------------------- | ------------------- | --------------- | ----------------------------------------- | ---------------------------------------- |
| 2007—08 | Анастасия Борисова | Ксения Левицкая     | Маргарита Нестерова | Татьяна Плыкина | Наталия Хвацкая                           | КРЖ 2007 (7 место) ЧРЖ 2008 (7 место)    |
| 2008—09 | Анастасия Борисова | Ксения Левицкая     | Маргарита Нестерова | Наталия Хвацкая |                                           | КРЖ 2008 (4 место) ЧРЖ 2009 (4 место)    |
| 2009—10 | Анастасия Борисова | Ксения Левицкая     | Маргарита Нестерова | Наталия Хвацкая | Виктория Осьминина                        | КРЖ 2009 (8 место) ЧРЖ 2010 (8 место)    |
| 2010—11 | Ксения Левицкая    | Наталья Хвацкая     | Маргарита Нестерова | Юлия Лачевская  | Елена Биктимирова                         | ЧРЖ 2011 (5 место гр. Б, общее 13 место) |
| 2011—12 | Ксения Левицкая    | Маргарита Нестерова | Елена Биктимирова   | Наталья Хвацкая | Юлия Лачевская                            | КРЖ 2011 (8 место)                       |
| 2020—21 | Анастасия Борисова | Надежда Куликова    | Маргарита Нестерова | Наталья Хвацкая | Светлана Орлова тренер: Елена Биктимирова | ЧРЖ 2020 (19 место)                      |

(скипы выделены полужирным шрифтом)

## Результаты как тренера национальных сборных
| Год  | Турнир                                      | Сборная              | Место |
| ---- | ------------------------------------------- | -------------------- | ----- |
| 2012 | Чемпионат мира по кёрлингу на колясках 2012 | Россия (на колясках) | 1     |
| 2019 | Чемпионат мира по кёрлингу на колясках 2019 | Россия (на колясках) | 7     |